# Jezierskie Jezioro
Jezierskie Jezioro (słow. Jezerské jazero) – jezioro na Słowacji w regionie geograficznym zwanym Magurą Spiską. Pod względem administracyjnym znajduje się w miejscowości Jezierska w powiecie Kieżmark. Położone jest na wysokości 919 m n.p.m. w dolinie Jezierskiego Potoku. Jest to jezioro osuwiskowe, powstałe w wyniku potężnego osunięcia się stoku. Przemieścił się on w kierunku południowym o około 100 m, równocześnie osuwając się o około 30 m w dół. Jezioro otoczone jest gęstym, świerkowym lasem. Od jego nazwy pochodzi nazwa miejscowości Jezierska.
W jeziorze rośnie moczarka kanadyjska. Jezioro i obszar wokół niego został objęty ochroną w rezerwacie przyrody Jezerské jazero.

## Szlak turystyczny
Obok jeziora przebiega znakowany szlak turystyczny:
 Zdziar – Slodičovský vrch – Mała Polana – rozdroże pod Bukowiną – Jezierskie Jezioro – Jeziersko. Czas przejścia 4h, różnica wzniesień 516 m.